# 賴斯頓 (加利福尼亞州)
賴斯頓（英語：Riceton）是位於美國加利福尼亞州比尤特縣的一個非建制地區。該地的面積和人口皆未知。

## 地理
賴斯頓的座標為39°26′58″N 121°43′32″W / 39.44944°N 121.72556°W，而該地的平均海拔高度為30米（即98英尺）。